# 部族戦争
部族戦争（ぶぞくせんそう）（原題；Die Stämme、英字表記；TribalWars）とは、ドイツのInnoGames社が運営するブラウザゲームである。2011年9月22日、4つ目のワールドとなる世界4がスタートした。
尚、2014年9月7日現在このゲームのサービスは既に終了している。

## 概要
プレイヤーは中世時代を背景にした部族戦争の中で複数存在するワールドの中から1つ選択し、自分の村を設立、村を発展させることを目指す。村を発展させていく中で部族と呼ばれる共同体に加入することができ、他のプレイヤーと戦争したり協力したりしながらプレイすることもできる。
なお、村を発展させていくと周辺のプレーヤー村や野蛮人村と呼ばれる無人の村に派兵し、征服することができるようになる。
征服した村は自分の村として発展させていくことができる。

## システムとルール
ログインしていなくても実世界と同じように時間が進むリアルタイム制で、「世界」と呼ばれるサーバーは2011年9月現在は4つ（世界1、世界2、世界3、世界4）が稼働している。それぞれに世界設定と呼ばれる独自の設定が存在し、兵種や進行速度などが世界によって異なるものがある。
ルールとしては1人が複数のアカウントを使用すること（ゲームの利用規約ではマルチアカウントと呼んでいる）を禁止しており、マルチアカウントが発覚した場合はアカウントにログインできなくなる、削除されるといった厳しい処罰が発生する。ただし、1人が複数の世界でプレイすることは認められている。

## ユニット
部族戦争には資源や兵種に多数のユニットが存在する。

### 資源ユニット
資源は木材と粘土、それに鉄の3種類が存在している。
それぞれ木こり、粘土採掘場、鉄鉱山からリアルタイムで手に入り建物ユニットの建設や兵士ユニットの訓練、鍛冶屋での兵士ユニットの研究や貴族の訓練に必要な金貨の製造などほとんどあらゆる命令に資源ユニットが必要である。
資源ユニットの生産数は木こり、粘土採掘場、鉄鉱山を資源ユニットでレベルを上げることによって高めることができる。
また、市場を建設することでプレーヤー間や自分の持っている村の間で資源のやり取りが可能となる。

### 兵士ユニット
兵士ユニットは練兵所で訓練する歩兵ユニット4種類(槍兵、剣兵、斧兵、弓兵)、馬屋で訓練する騎兵ユニット4種類(哨戒兵、軽騎兵、馬に乗った弓兵、重騎兵)、作業場で訓練する2種類(破壊槌、投石機)、官邸で訓練する貴族、銅像で訓練でき1プレーヤーで最大1ユニットしか訓練できない英雄、農場で訓練できる民兵(世界1には存在しない)といった13種類のユニットが存在する。
これらはそれぞれ特性を持っており互いに組み合わせて軍隊を作る。

## 村の種類
村には以下の3種類の村がある。
1. 有人村
プレーヤーが治めている村である。治めているプレーヤーの命令で建物が建設され、ポイントが増える。
2. 野蛮人村
プレイヤーが治めていない、無人の村である。野蛮人村では自動的に建設が進み3000ポイント台までポイントが増える。
有人村で統治しているプレーヤーが削除された場合も治めていた村は野蛮人村になる。
その際削除される前に出していた建設命令や軍隊、兵士の訓練命令、鍛冶屋での研究は継続されるため野蛮人村であってもポイントが高かったり兵士が居たりする場合がある。
また、プレーヤーが削除されて生成された野蛮人村が3000ポイント未満の場合は3000ポイント台まで回復する。
3. ボーナス村（世界3には存在しない）

ボーナス村とは特定の効果をもった無人村（野蛮人村）である。効果には資源の生産が特定の割合高まるものや農場の容量が広がるもの、訓練時間が短縮されるものなどがある。
ボーナス村は自然に生成されるもののみであるため、プレイヤーが削除されても元の有人村がボーナス村に変化することはない。

## 村を手に入れる
部族戦争では、初めに村1つからスタートし、徐々に村の数を増やしていくという流れになっている。1つの村のままで居ることも可能だが、村1つの成長には限界があるため、ポイントを増やしていくためには複数個村を手に入れることが必要となる。
以下では村を手に入れる具体的な方法を記載する。
1. ユニット「貴族」を訓練する
  - 訓練に必要な施設等
    - 官邸(本部レベル20　鍛冶屋レベル20　市場レベル10で建設できる)
    - 1人分の貴族制限(必要枚数の金貨を製造することで貴族制限枠を獲得できる　初回は金貨1枚)
    - 貴族1人分の資源(木材40000　粘土50000　鉄50000)
2. 征服予定の村を攻撃する
  - ユニット「貴族」とそのほかの兵士のユニットを含め、練兵所で人数を入力する
    - このとき、貴族だけで攻撃を行うと失敗する可能性が高い
    - 特に有人村を攻撃する場合、防衛兵が居る可能性を考慮し、兵士を多彩かつ多めに組む必要がある。

  - 征服予定の村の座標を練兵所で入力する
  - 「攻撃」をクリックし攻撃便が征服予定の村に到着するのを待つ

## 4つの世界
|                  | 世界1        | 世界2          | 世界3         | 世界4         |
| ---------------- | ------------ | -------------- | ------------- | ------------- |
| サーバー開始日時 | 2010年5月3日 | 2010年12月13日 | 2011年6月22日 | 2011年9月22日 |
| 進行時間         | 1            | 1              | 1.5           | 1             |
| ボーナス村       | 有効         | 有効           | 無効          | 有効          |
| 研究システム     | 簡易研究     | 簡易研究       | 10レベル研究  | 簡易研究      |

4つの世界では、設定にそれぞれ若干の違いがある。
特に世界3の設定は部族戦争内のフォーラムで意見を募集し、意見をもとに設定を決定した。運営内でどのような議論が行われたのかは定かではないが、進行時間1.5を希望する意見や10レベルの研究システムを求める意見が比較的多数存在していた。
一方9月に開始された世界4は「初心者向け」とされ、簡単な設定になっているのに対し世界3は趣向を凝らして少し複雑にしている。

## 各世界の歴史
【世界1】
-　黎明期　-
2007年ごろから.netサーバーで日本人がプレイし始めるが
極めて少数だった。それら数人のプレイヤが2010年の日本サーバー
オープン時に引っ越してきたが、日本サーバーにもかかわらず日本人プレイヤは
皆無に等しかった。
プレイヤのほとんどが韓国人、ポーランド人、ドイツ人、ブラジル人、フランス人などの
外国人プレイヤだった。
特に韓国人プレイヤが多く、捨て垢を何個も作り、野蛮人村を大量に作るという初期作業を
し、世界1の草分け的な存在であった。現在世界1の村が密集しているのは彼らのおかげである。

2010年6月時点で一番大きかった部族は「IZ4U」。
初期にしては部族員100名以上の巨大部族でそのほとんどが韓国人で構成されていた。
部族名の由来は「IZime for you」で主に日本人プレイヤに対する威嚇的な名称であった。
日本人部族は「にぽーん」があり、後に「ジパング」に改名（現在のZipangは「Neo Zipang」でありこれとは別物）。
現在のフェザーンの部族長Silomなどがジパングに属していた。
他には「2ch」があったが当初はまだ20名ほどの小さな部族であった。部族長のkonoは巧みに日本人を装っていたが、
実は韓国人高校生である。後に急速に成長し巨大部族となる。
当時の1位プレイヤはneoxeono。野良プレイヤにあって最大のプレイヤであった。IZ4Uと同盟関係にあり日本人プレイヤにとって最大の脅威であった。
後にジパングのリーダー的存在であったkoei21c率いる日本人連合によってneoxeonoは討伐される。
それによりkoei21cは今でも世界1では伝説となっている。その後、トッププレイヤとなりshobon率いる秋津州全盛期に貢献する。
世界1黎明期に存在した主な部族 : IZ4U、ジパング(にぽーん)、SNSD、K-TOP、*TFT*、POLAND、2ch、-SVK-、=GBA=

-　日本人部族の台頭　-
2010年9月頃になると日本人プレイヤもかなり増えてきて「2ch」はその名の親しみから部族員を増やしていった。そして当時、ランキング1位で
無所属だったHelloProjectを取り込み部族名を「AKB48」に改名し「POLAND」を吸収して、IZ4Uを抜き最大部族となった。
同じ頃、ジパングが解散しPhez.、エリア11、秋津州、黒騎士団、ZEON、大日本帝国、ヤン艦隊、Zipang、ジパング南東支部、源氏軍などの
日本人部族が乱立していった。
この頃になると、ZEONが現在あまりにも有名な「3マスルール」という日本サーバー独自のルールを提唱しはじめた。
「3マスルール」は瞬く間に日本人プレイヤを中心に広がり、現在も根強く定着している。プロフィールに「3マスルール」の
宣言と説明を記載するのが流行した。
この頃存在した主な部族 : IZ4U、SNSD、*TFT*、AKB48、=GBA=、Phez.、エリア11、秋津州、黒騎士団、ZEON、大日本帝国、ヤン艦隊、Zipang、ジパング南東支部、源氏軍、BZKS
その後、変動期を迎えPhez.が巨大化しPhez2、3などの小部族が誕生するまでになり2位と圧倒的な差を生み出していった。その一因には、黒騎士団、2chなどの討伐。秋津州の解体、Phez.による吸収化も考えられる。
そのほかに特筆すべきなのはミネルウァ、イマゴウ、ARRなどの新興部族である。急速に発展していった。
世界2、3、4ができるに従い1プレイヤーの数も引退などを理由に急速に減少していった。
この頃存在した主な部族 : AKB48、=GBA=、Phez.、ZEON、Zipang、源氏軍、ミネルウァ、会社、DQ3、アイヌ民族など、

【世界2】
【世界3】